# Acanthurus dussumieri

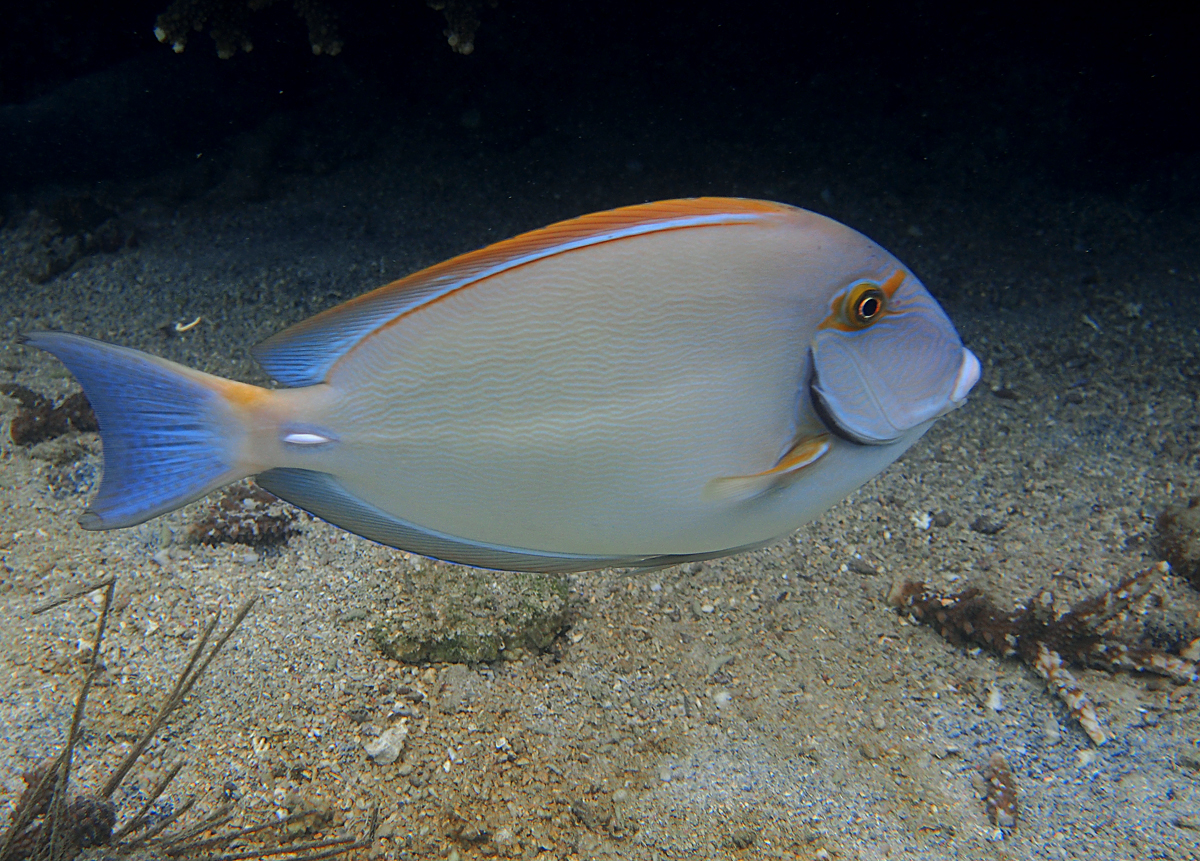
Esemplare con livrea chiara

Acanthurus dussumieri (Valenciennes, 1835), conosciuto comunemente come pesce chirurgo di Dussumier, è un pesce osseo marino appartenente alla famiglia Acanthuridae.

## Distribuzione e habitat
L'areale di A. dussumieri comprende tutto l'Indo-Pacifico tropicale eccetto l'oceano Pacifico centrale. La sua distribuzione va dalle coste africane occidentali alle Hawaii alle Sporadi Equatoriali a est, a nord lo si trova fino all'estremo sud del Giappone mentre il limite meridionale dell'areale arriva al sud della grande barriera corallina australiana e all'isola di Lord Howe.
Vive sul lato esterno delle barriere coralline, di solito in corrispondenza di cadute verticali. È presente anche sui relitti situati su fondali sufficientemente profondi. I giovanili popolano fondi duri costieri a bassa profondità. I giovanili stazionano in acque più basse su fondi duri ricchi di alghe.
Si può trovare tra 4 e 131 metri di profondità, di solito non a profondità inferiori a 9 metri.

## Descrizione
Questa specie, come gli altri Acanthurus, ha corpo ovale, compresso lateralmente, e bocca piccola posta su un muso sporgente; sul peduncolo caudale è presente una spina mobile molto tagliente. La pinna dorsale è unica e piuttosto lunga, di altezza uniforme e con la parte a raggi spiniformi più breve di quella molle. La pinna anale è simile ma più corta. La pinna caudale è lunata. Le scaglie sono molto piccole. Gli adulti mostrano una evidente gibbosità frontale. La livrea è piuttosto variabile, generalmente ha fondo beige brunastro con vermicolature bluastre sul muso. Punteggiature blu disposte in linee sono presenti sul corpo che, talvolta, può apparire quasi completamente blu. Una banda allungata giallo arancio parte dall'inizio dell'opercolo branchiale, attraversa l'occhio e si ricongiunge sulla fronte. Sul peduncolo caudale sono presenti due macchie gialle che possono estendersi ai raggi più esterni della pinna caudale. La caudale è cosparsa di puntini scuri. Le pinne pettorali hanno spesso la base e i raggi superiori gialli. L'aculeo sul peduncolo caudale è vistosamente di color bianco. I giovanili sono scuri con pinna dorsale giallastra e caudale chiara.
È riportata la taglia massima di 54 cm di lunghezza, la taglia media si aggira intorno ai 30 cm.

## Biologia

### Comportamento
Gregario, forma banchi ma può talvolta avere abitudini solitarie. È un animale diurno. Ha una longevità massima di 28 anni.

### Alimentazione
Si nutre prevalentemente del film di alghe verdi, cianobatteri, diatomee e detrito che copre i granelli di sabbia. Studi condotti alle Hawaii mostrano che può alimentarsi anche di fitoplancton.

### Riproduzione
Sembra che si riproduca in coppie, e non in gruppi.

## Pesca
È uno degli Acanthurus più pescati e consumati nel suo areale. Si cattura soprattutto con nasse.

## Acquariofilia
È presente sul mercato dei pesci d'acquario. I grandi esemplari possono avere un prezzo molto alto.

## Conservazione
Sebbene sia soggetto a una pesca abbastanza intensa sia per il consumo che per l'acquaristica sembrano non insistere situazioni di minaccia. La Lista rossa IUCN classifica la specie come "a rischio minimo".